# Khúc Thanh Sơn
Khúc Thanh Sơn (tiếng Trung giản thể: 曲青山, bính âm Hán ngữ: Qū Qīngshān; sinh tháng 5 năm 1957, người Hán) là nhà sử học, chính trị gia nước Cộng hòa Nhân dân Trung Hoa. Ông là Ủy viên Ủy ban Trung ương Đảng Cộng sản Trung Quốc khóa XX, khóa XIX, hiện là Viện trưởng Viện nghiên cứu Văn minh và Lịch sử Đảng của Ủy ban Trung ương Đảng. Ông từng là Viện trưởng Viện nghiên cứu Lịch sử Đảng, cơ quan tiền thân của Viện nghiên cứu Văn minh và Lịch sử Đảng, từng công tác ở địa phương với chức vụ Thường vụ Tỉnh ủy, Bộ trưởng Bộ Tuyên truyền Tỉnh ủy Thanh Hải.
Khúc Thanh Sơn là đảng viên Đảng Cộng sản Trung Quốc, học vị Cử nhân Lịch sử, học hàm Giáo sư Sử học. Ông có 36 năm công tác ở Thanh Hải trước khi được điều về trung ương, là nhà sử học có thời gian dài làm công tác tuyên truyền, tư tưởng của Đảng Cộng sản và nghiên cứu lý luận về chủ nghĩa xã hội đặc sắc Trung Quốc, lịch sử Đảng, công tác xây dựng Đảng và các vấn đề dân tộc, tôn giáo của Trung Quốc.

## Xuất thân và giáo dục
Khúc Thanh Sơn sinh tháng 5 năm 1957 tại huyện Vinh Thành, chuyên khu Yên Đài, nay là thành phố cấp huyện Vinh Thành, thuộc địa cấp thị Uy Hải, tỉnh Sơn Đông, Cộng hòa Nhân dân Trung Hoa. Ông lớn lên và tốt nghiệp phổ thông ở Vinh Thành, vào tháng 12 năm 1973 thì được xếp vào diện thanh niên trí thức trong phong trào Vận động tiến về nông thôn, điều tới tỉnh Thanh Hải, về huyện Quý Đức, làm người lao động ở thôn Thượng Lan Giác (上兰角村) của hương Đông Câu cho đến khi kết thúc phong trào này. Ông cũng được kết nạp Đảng Cộng sản Trung Quốc ở vùng nông thôn này vào tháng 3 năm 1975. Tháng 10 năm 1978, ông thi cao khảo và đỗ Đại học Sư phạm Thiểm Tây, tới thủ phủ Tây An để nhập học Khoa Lịch sử và tốt nghiệp cử nhân chuyên ngành này vào tháng 7 năm 1982. Hai năm sau, tháng 9 năm 1984, ông được điều tới Trường Đảng Trung ương Đảng Cộng sản Trung Quốc để theo học chương trình lịch sử Đảng Cộng sản tại Bộ Nghiên cứu sinh của trường đến tháng 7 năm 1986. Gần 10 năm sau, ông được chọn trở lại Trường Đảng Trung ương Từ tháng 9 năm 1995 đến tháng 7 năm 1997, tham gia chương trình bồi dưỡng 2 năm dành cho cán bộ trung, thanh niên.

## Sự nghiệp
Tháng 7 năm 1976, Khúc Thanh Sơn được điều tới Công ty Sản phẩm địa phương tỉnh Thanh Hải – một công ty nhà nước, công tác ở khối Đoàn Thanh niên Cộng sản Trung Quốc với cương vị Bí thư Đoàn của công ty và công tác ở đây 2 năm. Đến tháng 8 năm 1982, sau khi tốt nghiệp Sư phạm Thiểm Tây, ông trở lại Thanh Hải và được nhận vào làm cán bộ ở Nhà máy Đúc máy móc Thanh Hải, tiếp tục công tác 2 năm thì tới Tỉnh ủy Thanh Hải làm giáo viên phân ban giáo dục, lý luận, cán bộ của tỉnh liên tục những năm 1984–91. Đầu năm 1991, ông được thăng chức làm Phó Đoàn trưởng Đoàn Giáo viên Giáo dục, Lý luận, Cán bộ Tỉnh ủy Thanh Hải, rồi Đoàn trưởng từ cuối năm 1994. Tháng 10 năm 1997, ông được bổ nhiệm làm Phó Viện trưởng Viện Khoa học xã hội tỉnh Thanh Hải, được 2 năm thì chuyển chức làm Phó Bộ trưởng thường vụ Bộ Tuyên truyền Tỉnh ủy Thanh Hải, cấp chính sảnh. Đầu năm 2000, ông được điều sang thủ phủ Tây Ninh làm Phó Bí thư Thành ủy Tây Ninh.
Tháng 1 năm 2001, Khúc Thanh Sơn được bổ nhiệm làm Bộ trưởng Bộ Tuyên truyền Tỉnh ủy Thanh Hải, cấp phó tỉnh, được bầu vào Ban Thường vụ Tỉnh ủy Thanh Hải từ tháng 5 năm 2002, giữ vị trí này trong 7 năm 2002–09. Tháng 10 năm 2009, ông được điều tới trung ương, nhậm chức Phó Chủ nhiệm Văn phòng nghiên cứu Lịch sử Đảng Trung ương Đảng Cộng sản Trung Quốc, đến đầu 2014 thì thăng chức làm Chủ nhiệm Văn phòng này, cấp bộ trưởng. Trong những năm này, cuối năm 2012, ông tham gia Đại hội Đảng Cộng sản Trung Quốc lần thứ XVIII, được bầu làm Ủy viên Ủy ban Kiểm tra Kỷ luật Trung ương khóa XVIII, dự Đại hội XIX, được bầu làm Ủy viên Ủy ban Trung ương Đảng Cộng sản Trung Quốc khóa XIX. Tháng 3 năm 2018, Văn phòng nghiên cứu Lịch sử Đảng được giải thể để thành lập Viện nghiên cứu Văn hiến và Lịch sử Đảng Ủy ban Trung ương Đảng Cộng sản Trung Quốc, ông được bổ nhiệm làm Phó Viện trưởng thường vụ, và sau đó là Viện trưởng từ ngày 29 tháng 4 năm 2019. Cuối năm 2022, ông tham gia Đại hội Đảng Cộng sản Trung Quốc lần thứ XX từ đoàn đại biểu khối cơ quan trung ương Đảng và Nhà nước. Trong quá trình bầu cử tại đại hội, ông tái đắc cử là Ủy viên Ủy ban Trung ương Đảng Cộng sản Trung Quốc khóa XX.

## Vấn đề về báo chí
Vào tháng 12 năm 2021, Khúc Thanh Sơn đã viết bài báo "Cải cách khai phóng là một sự thức tỉnh vĩ đại của Đảng" (改革开放是党的一次伟大觉醒) và xuất bản trên tờ Nhân Dân nhật báo. Trong bài báo này, ông phân tích và ca ngợi cải cách mở cửa của Đảng Cộng sản, nhiều lần đề cập đến lãnh tụ Đặng Tiểu Bình và đưa ra những nhận xét tích cực về các lãnh đạo Trung Quốc là Giang Trạch Dân và Hồ Cẩm Đào, không đề cập tới nhà lãnh đạo đương thời là Tập Cận Bình. Ngay sau đó, một số báo chí hải ngoại đặt ra câu hỏi và cho rằng bài báo của Khúc Thanh Sơn là một tuyên bố rằng một số chính trị gia cấp cao Trung Quốc phản đối nhà lãnh đạo Tập Cận Bình.
Sau đó 4 tháng, ngày 15 tháng 4 năm 2022, Khúc Thanh Sơn đã xuất bản một nghiên cứu hàn lâm tiêu đề "Hiểu và nắm bắt ý nghĩa quyết định "lưỡng lập" từ một tầm cao triết học" (从哲学高度认识把握“两个确立”的决定性意义) trong ấn bản đầu tiên ở Thời báo Học tập của Trường Đảng Trung ương. Công trình này được chia thành các phần như: học để nắm được quan điểm quan trọng là thời đại nào cũng phải có những con người kiệt xuất và giai cấp vô sản phải có những người lãnh đạo riêng; học để để nắm được những điểm quan trọng về phẩm chất và sự vĩ đại của người lãnh đạo giai cấp vô sản mà không ai có thể sánh được trước đó; học để nắm được quan điểm quan trọng về việc các đảng vô sản phải kiên định giữ vững quyền lực của những người lãnh đạo. Công trình này đã nhấn mạnh và khẳng định vai trò của nhà lãnh đạo Tập Cận Bình đối với Trung Quốc đương đại.